# 梁益
梁益，字友直，元朝儒者，祖籍福州，后来迁居江阴。
梁益博通经史，擅长诗文。教诲他人，以变化自己的气质为首要，学徒不远千里跟随他学习。陆文圭去世后，浙西称学术醇正、为世师表之人，只有梁益。梁益所著有《三山稿》、《诗绪余》、《史传姓氏纂》，又有《诗传旁通》，发挥朱熹之学为精道。五十六岁去世。